# Episodi di What We Do in the Shadows (quinta stagione)
La quinta stagione della serie TV What We Do in the Shadows viene trasmessa negli Stati Uniti sul canale FX a partire dal 13 luglio 2023.
In Italia era inizialmente stata annunciata sull'account Instagram ufficiale italiano di Disney+ come disponibile dal 28 febbraio 2024. 
| n. | Titolo originale            | Titolo italiano             | Prima TV originale | Prima TV Italia |
| -- | --------------------------- | --------------------------- | ------------------ | --------------- |
| 1  | The Mall                    | Il Centro Commerciale       | 13 luglio 2023     | 20 marzo 2024   |
| 2  | A Night Out with the Guys   | Serata Con I Ragazzi        | 13 luglio 2023     | 20 marzo 2024   |
| 3  | Pride Parade                | Gay Pride                   | 20 luglio 2023     | 20 marzo 2024   |
| 4  | The Campaign                | La Campagna Elettorale      | 27 luglio 2023     | 20 marzo 2024   |
| 5  | Local News                  | Confessioni In Diretta      | 3 agosto 2023      | 20 marzo 2024   |
| 6  | Urgent Care                 | Pronto Soccorso             | 10 agosto 2023     | 20 marzo 2024   |
| 7  | Hybrid Creatures            | Creature Ibride             | 17 agosto 2023     | 20 marzo 2024   |
| 8  | The Roast                   | La Gogna                    | 24 agosto 2023     | 20 marzo 2024   |
| 9  | A Weekend at Morrigan Manor | Un Weekend a Morrigan Manor | 31 agosto 2023     | 20 marzo 2024   |
| 10 | Exit Interview              | Colloquio Finale            | 31 agosto 2023     | 20 marzo 2024   |